# Rosamund Pike
Rosamund Pike (Londres, Regne Unit, 27 de gener de 1979) és una actriu de cinema i televisió britànica. Coneguda internacionalment pels seus personatges de la dolenta Miranda Frost en la pel·lícula de James Bond Mor un altre dia; pel paper de Jane Bennet a Orgull i prejudici el 2005; i pel paper d'Amy Dunne a Gone Girl, pel qual ha sigut nominada a diversos premis entre els quals destaquen l'Oscar, el globus d'or, el premi BAFTA i el premi SAG, tots en la categoria de millor actriu.
El 2014, la seva participació en el thriller psicològic Gone Girl és aclamada per la critica. Rep nombrosos premis (Saturn, Austin Film Critics Association, Empire, London Film Critics Circle, Premi Sant Jordi de Cinematografia, Seattle Film Critics Association) així com nominacions en prestigioses cerimònies de premis (Oscar, Globus d'Or, BAFTA, Satellite, Screen Actors Guild).
Paral·lelament a la seva carrera cinematogràfica, ha rodat també per la televisió i ha fet una carrera al teatre.

## Biografia

### Infantesa i formació
Rosamund Pike va néixer al barri de Hammersmith, a Londres. És la filla única dels cantants d'òpera Caroline (nascuda Friend) i Julian Pike. El seu pare és ara professor de música i director d'estudis d'òpera al Birmingham Conservatoire.
La família viatja a Europa on hi és fins als set anys, seguint les carreres dels seus pares en espectacles.
Va créixer a Bristol (Anglaterra), on va obtenir una borsa d'estudis a la Ill|Badminton School|en abans d'entrar a la Universitat d'Oxford, d'on surt diplomada en literatura anglesa l'any 2001. És a la universitat on agafa el gust pel teatre i acumula experiència actuant a nombroses peces, principalment del teatre clàssic, Shakespeare sobretot.

## Carrera

### Els anys 2000: començament
Observada en aquesta ocasió per un agent, comença la seva carrera professional per aparicions a mini-sèries de televisió britàniques com Wives and Daughters, an Every-Day Story (1999) i Scotland Yard, crims en el Tàmesi (2000). Però el paper que veritablement la va descobrir al gran públic és el de l'agent doble Miranda Frost al film de James Bond Mor un altre dia, on comparteix el cartell amb Pierce Brosnan i Halle Berry, el 2002. El film és un èxit al box office i és igualment aclamat per la critica. La seva interpretació de la malvada bellesa glacial és recompensada amb el premi Empire a la millor esperança i rep la seva primera nominació per un premi Saturn.
Segura d'aquesta nova visibilitat i popularitat, és al cartell de dos llargmetratges, el 2004. Porta el drama independent  franco-israelià d'Amos Gitai, Promised Land que aconsegueix un premi al Festival del film de Venècia i actua, al costat de Johnny Depp, al drama Rochester, l'últim dels libertins, que li valdrà el BAFTA a la millor actriu secundària.
El 2005, actua al film de ciència-ficció Doom, l'adaptació d'un vídeojoc així com a Orgull i Prejudici, on té el segon paper de Jane Bennet. El primer és un desastre: basat en un pressupost de 60 milió de dòlars, el film arriba just als 56 milions de dòlars de recaptacions. Inverteix la tendència amb el segon que és plebiscitat per la critica i el públic i que li val una cita pel London Film Critics Circle Awards a la millor actriu secundària.

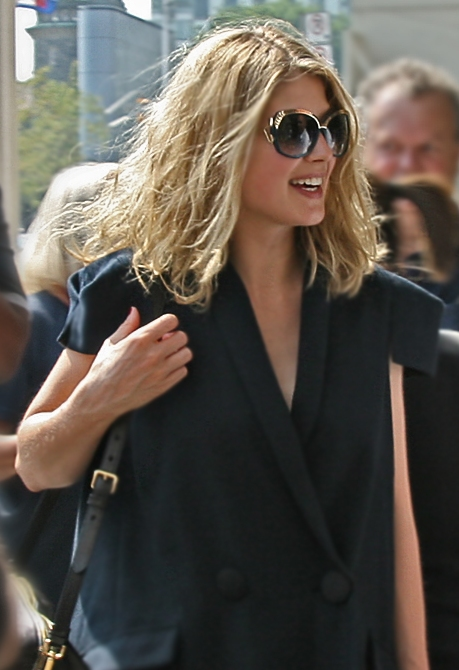
L'actriu al Festival internacional de cinema de Toronto 2007.

Entre 2007 i 2009, intervé a diverses produccions al costat dels actors més vistos del moment:
Se la troba al thriller Fracture amb Anthony Hopkins i Ryan Gosling que signa bons resultats al box office; és el primer paper femení del drama canadenc Fugitive Pieces, saludat per la critica i que li val una nominació pel Premi Génie a la millor actriu secundària.
A continuació, és la companya de Dominic Cooper a la comèdia dramàtica Una educació al costat de Carey Mulligan, Peter Sarsgaard, Alfred Molina i Emma Thompson. El film va obtenir nombrosos premis en diversos festivals com els premis British Independent Film  o el Festival de Cinema de Sundance. Acompanya també Bruce Willis i Radha Mitchell així com Ving Rhames al film de ciència-ficció Clones.
Tanmateix no va abandonar el teatre i puja regularment als escenaris de Londres. Contràriament als seus començaments clàssics, no vacil·la a tenir papers més audaços, com el de l'obra The Hitchcock Blonde, el 2009, on apareixia cada vespre totalment nua en escena.

### Els anys 2010: confirmació comercial i critica

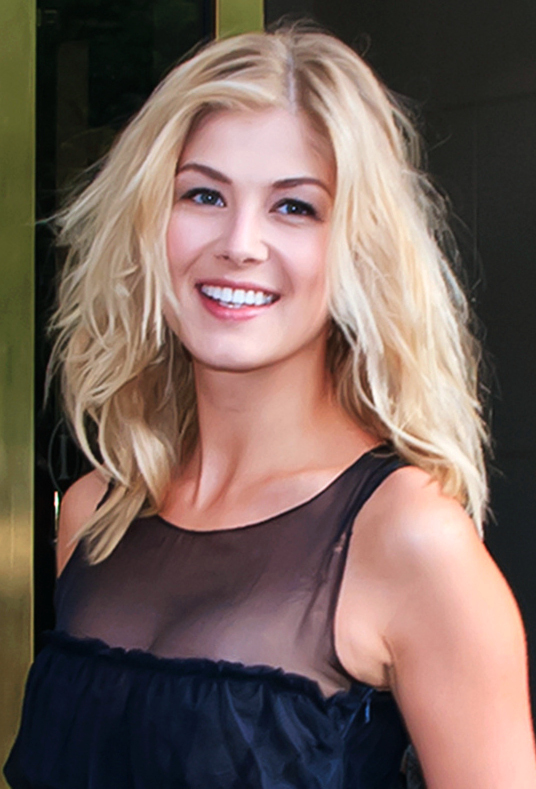
Al Festival internacional de cinema de Toronto 2010.

El 2010, forma part del repartiment de la comèdia dramàtica El món de Barney que li permet confirmar el seu estatus d'actriu reconeguda per la professió, per contra, el film és un fracàs al box office; actua igualment a la comèdia independent britànica Burning Palms al costat de Jamie Chung, Dylan McDermott, Shannen Doherty i Zoë Saldaña, a continuació posa la seva veu a un dels personatges del film d'animació Jackboots on Whitehall.
El 2011, fa els segons papers pel film històric We Want Sex Equality amb Sally Hawkins cop a cap de cartell. Tracta de la primera vaga de les obreres de la fàbrica de cotxes del constructor americà Ford a Dagenham. El film no troba l'èxit descomptat al box office però suscita, per contra, entusiasme del costat de la critica. Aquest mateix any, és al cartell d'un important èxit al box office amb la comèdia Johnny English, el retorn, que acumula més de 160 milions de dòlars de recaptacions al box office mundial. Però és també al cartell d'un enorme fracàs comercial amb la comèdia The Big Year al costat de Jack Black, Steve Martin i Owen Wilson, que aconsegueix resultats catastròfics al box office.
El 2012, fa el paper d'Andromeda, a l'epopeia fantàstica Wrath of the Titans. Succeeix a Alexa Davalos que encarnava aquest paper al primer lliurament però que l'ha d'abandonar per conflictes de feina i temps. Encara que el film no hi hagi estat molt ben rebut per la critica, aconsegueix més de 300 milions de dòlars i la professió subratlla tanmateix l'actuació de Pike. El mateix any, acompanya Tom Cruise en el film policíac Jack Reacher. El film aconsegueix el segon lloc al box office a la seva estrena i acumula prop de 220 milions de dòlars al final de l'explotació.

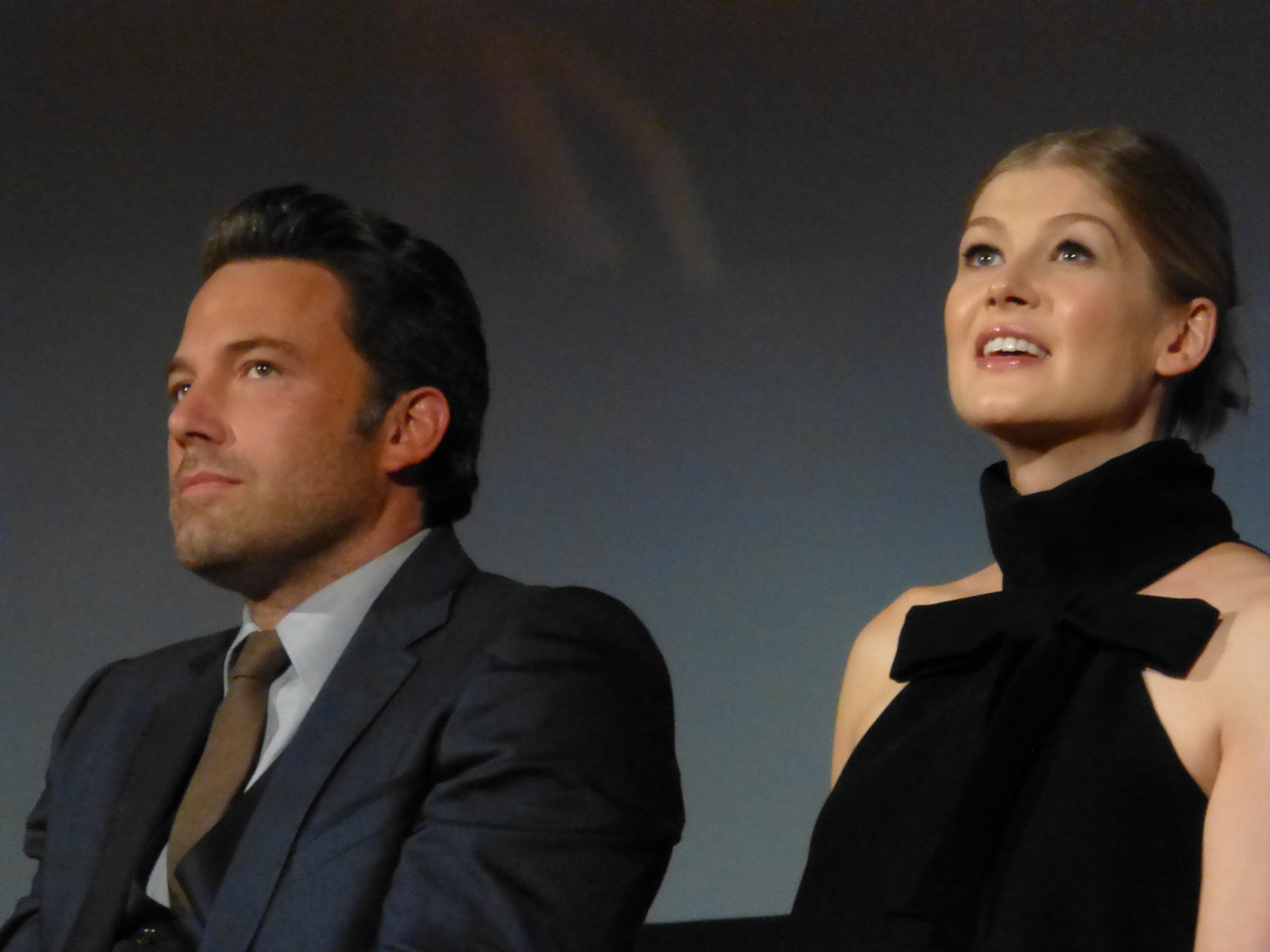
Ben Affleck i Rosamund Pike el 2014, per la promoció de Gone Girl.

El 2013, forma part del repartiment femení, al costat de Lena Olin, Molly Price i Jennifer Lawrence pel thriller The Devil You Know. Actua a la comèdia de ciència-ficció L'Últim Pub abans el fi del món escrit i interpretat per Simon Pegg. És l'últim film de la trilogia Blood and Ice Cream que posa en escena el duo Simon Pegg i Nick Frost. A continuació actua a la comèdia dramàtica Up and Down amb Toni Collette, Pierce Brosnan i Aaron Paul. Sense ser fracassos de la critica, les seves tres produccions passen relativament desapercebudes. El 2014, té un dels dos papers principals al thriller Gone Girl de David Fincher, film en el qual la seva actuació és aclamada pels espectadors així com per la critica. En efecte, l'actriu es reconcilia amb les altures i la seva interpretació li permet ser nominada i premiada, diverses vegades, en prestigioses cerimònies de premis. És igualment al cartell de la comèdia dramàtica Aquest cap de setmana amb David Tennant i Billy Connolly que li permet ser doblement recompensada en els premis London Film Critics Circle 2015 pel títol a la millor actriu, a la vegada per la seva interpretació en aquest projecte i per Gone Girl. Després ocupa el paper principal de la comèdia dramàtica Hector i la investigació de la felicitat, presentat especialment al Festival internacional de cinema de Toronto 2014.
Entre 2015 i 2016, és al cartell del thriller independent Return to Sender i és una de les actrius principals del film biogràfic A United Kingdom.
El 2017, al costat de Jason Clarke i Mia Wasikowska, s'uneix al càsting del film francès HHhH.  Es tracta de l'adaptació cinematogràfica de la novel·la del mateix nom de Laurent Binet, publicat l'any 2010. Aquesta producció va ser nominada al Festival internacional del film de Jerusalem 2017. Roda el western Hostiles al costat de Christian Bale, que submergirà els espectadors en l'Amèrica dels anys 1880.

### Vida privada
Ha estat en parella durant dos anys amb Simon Woods, el seu soci a Orgull i Prejudicis.. Ha estat en parella amb el realitzador Joe Wright, amb el qual es va casar l'any 2007, però va anul·lat el matrimoni l'any 2008.
Des de desembre 2009, és en parella amb Robbie Uniacke, investigador en matemàtiques, amb el qual té dos fils, Solo, nascut el 6 de maig de 2012, i Atom, nascut el 2 de desembre de 2014.
Viu actualment a Londres. Violoncel·lista, parla normalment francès i alemany.

## Filmografia

### Cinema
| Any  | Títol                                                        | Paper                 | Notes |
| ---- | ------------------------------------------------------------ | --------------------- | --- |
| 2002 | Mor un altre dia (Die Another Day)                           | Miranda Frost         | |
| 2004 | Promised Land                                                | Rose                  | |
| 2004 | The Libertine                                                | Elizabeth Malet       | |
| 2005 | Pride & Prejudice                                            | Jane Bennet           | |
| 2005 | Doom                                                         | Dra. Samantha Grimm   | |
| 2007 | Fracture                                                     | Nikki Gardner         | |
| 2007 | Fugitive Pieces                                              | Alex                  | |
| 2009 | Una educació (An Education)                                  | Helen                 | |
| 2009 | Surrogates                                                   | Maggie Greer          | |
| 2009 | Yesterday We Were in America                                 | Narradora             | Documental |
| 2010 | Burning Palms                                                | Dedra Davenport       | |
| 2010 | Jackboots on Whitehall                                       | Daisy                 | Veu |
| 2010 | Barney's Version                                             | Miriam Grant-Panofsky | |
| 2010 | Made in Dagenham                                             | Lisa Hopkins          | |
| 2011 | The Organ Grinder's Monkey                                   | Rochelle              | Curtmetratge |
| 2011 | Johnny English Reborn                                        | Kate Sumner           | |
| 2011 | The Big Year                                                 | Jessica               | |
| 2012 | Wrath of the Titans                                          | Reina Andròmeda       | |
| 2012 | Jack Reacher                                                 | Helen Rodin           | |
| 2013 | The Devil You Know                                           | Zoe Hughes            | |
| 2013 | The World's End                                              | Sam Chamberlain       | |
| 2014 | Millor un altre dia                                          | Penny                 | |
| 2014 | Hector and the Search for Happiness                          | Clara                 | |
| 2014 | El nostre últim estiu a Escòcia (What We Did on Our Holiday) | Abi                   | |
| 2014 | Gone Girl                                                    | Amy Elliott Dunne     | Nominació − Oscar a la millor actriu Nominació − Globus d'Or a la millor actriu dramàtica Nominació − BAFTA a la millor actriu |
| 2015 | Return to Sender                                             | Miranda Wells         | |
| 2016 | A United Kingdom                                             | Ruth Williams Khama   | |
| 2017 | The Man with the Iron Heart                                  | Lina Heydrich         | |
| 2017 | Hostiles                                                     | Rosalie Quaid         | |
| 2018 | Beirut                                                       | Sandy Crowder         | |
| 2018 | Entebbe                                                      | Brigitte Kuhlmann     | |
| 2018 | A Private War                                                | Marie Colvin          | |
| 2019 | The Informer                                                 | Wilcox                | |
| 2019 | Radioactive                                                  | Marie Curie           | |
| 2020 | I Care a Lot                                                 | Marla Grayson         | |
| 2021 | Evidence of it All                                           | Narradora (veu)       | Curtmetratge |
| 2023 | Saltburn                                                     | Elspeth Catton        | |
| 2025 | In the Grey                                                  |                       | Post-producció |
| 2025 | Now You See Me 3                                             |                       | Rodatge |
|      | Hallow Road                                                  | Mare                  | Post-producció |

### Televisió
| Any  | Títol                                  | Paper                                                          | Notes                  |
| ---- | -------------------------------------- | -------------------------------------------------------------- | ---------------------- |
| 1998 | Seven Days                             | Agent CIA                                                      | Pilot                  |
| 1998 | A Rather English Marriage              | Celia                                                          | Telefilm               |
| 1999 | Wives and Daughters                    | Lady Harriet Cumnor                                            | Minisèrie (3 episodis) |
| 2000 | Trial & Retribution                    | Lucy                                                           | 1 episodi              |
| 2001 | Love in a Cold Climate                 | Fanny                                                          | 2 episodis             |
| 2002 | Bond Girls Are Forever                 | Ella mateixa                                                   | Documental             |
| 2002 | Foyle's War                            | Sarah Beaumont                                                 | 1 episodi              |
| 2008 | The Tower                              | Olivia Wynn                                                    | Pilot                  |
| 2009 | Freefall                               | Anna                                                           | Telefilm               |
| 2011 | Women in Love                          | Gudrun Brangwen                                                | 2 episodis             |
| 2015 | Thunderbirds Are Go                    | Lady Penelope Creighton-Ward / capitana Ridley O'Bannon (veus) | 39 episodis            |
| 2018 | Watership Down                         | El conill negre d'Inlé (veu)                                   | 2 episodis             |
| 2019 | Moominvalley                           | Moominmamma (veu)                                              | 7 episodis             |
| 2019 | State of the Union                     | Louise                                                         | 10 episodis            |
| 2019 | Archibald's Next Big Thing             | Narrador (veu)                                                 |                        |
| 2020 | Thomas & Friends                       | Duchess (veu)                                                  |                        |
| 2021 | The wheel of Time (sèrie de televisió) | Moiraine Damodred                                              | Repartiment principal  |
| 2024 | 3 Body Problem                         | —                                                              | Productora executiva   |